# Аарон Шулов
Аарóн Шу́лов (івр. אהרון שולוב, Aharon Shulov, 5 листопада 1907, Єлизаветград — 24 жовтня 2007, Єрусалим) — ізраїльський ентомолог, токсиколог, арахнолог і громадський діяч, який народився в Україні. Засновник та перший директор Біблійного зоопарку в Єрусалимі.

## Життєпис
Аарон Шулов народився у 1907 році у Єлізаветграді (нині — Кропивницький). Він брав активну участь у молодіжному сіоністському русі «Хашомер хацаїр» (дослівно: «юний страж»), який нелегально готував молодь до еміграції в Палестину і праці у кібуцах.
У травні 1926 року Аарона заарештовували і звинуватили у «розкладанні єврейської молоді, утягуванні її до сіоністської антирадянської діяльності, чим вносили дезорганізацію комсомольських лав і підривали шкільну політику Радянської влади».
 «При допиті Шулов показав, що з літа 1923 р. по грудень 1925 р. він перебував у підпільній сіоністській організації <…> У якому складі була група і хто був персонально, він „не пам'ятає“, точніше, не хоче відповідати». «Під час медогляду Шулова Аарона виявилося: зрісту середнього, харчування недостатнього, збільшені шийні залози, різке викривлення хребта, внаслідок чого у області викривлення дихання послаблене <…> Перебування в умовах Півночі негативно вплине на здоров'я Шулова А. З.» 
(З матеріалів карної справи А. Шулова, що зберігається у Державному архіві Кіровоградської області)) 
Попри висновки медиків, 18-річного юнака засудили до заслання «у Зирянський край Республіка Комі строком на 3 роки». Батьки звернулися по допомогу до голови Політичного Червоного Хреста К. П. Пєшкової. У тому ж 1926 році за її клопотанням «Зирянський край» замінили депортацією за межі СРСР.
Того ж року Аарон Шулов приїхав до Єрусалиму і поступив там на хімічний факультет Єврейського університету. Потім він навчався в Італії, де одержав ступінь доктора природничих наук (D. Sci. Nat.) у Неаполітанському університеті. Згодом він став викладачем та науковцем Єврейського університету в Єрусалимі і одержав звання «повного професора» зоології (Emeritus Professor of Zoology).
24 жовтня 1997 року Аарон Шулов помер.

### Родина[3]
- Батько Зельман (Соломон) Якович Шулов (1876—1939), у радянські часи — завуч Єлизаветградського технікуму; репресований, загинув в ув'язненні[4]
- Мати Єва Саулівна Шулова, уроджена Дашковська (Daskovsky; 1880—1959; Рига);
- Дружина Йохевед Шулова (23.08.1908, Кам'янець-Подільський — 27.10.2002, Єрусалим);
- Сестра Юдіф (1910—1989); брати: Марк (1909—1983), Авраам (1914—1980), Борис (1921—1993), Саул (1913—1989), Яков (1917–?).

## Наукова діяльність
Основні наукові інтереси Шулова були зосереджені у царині арахнології, ентомології, токсикології та утриманні тварин у неволі. У його доробку найчисленнішими були дослідження безхребетних тварин, що мають прикладне значення — небезпечні для здоров'я людини (павуки, скорпіони, блохи, оси, кліщі) і шкідники сільського господарства (сарана, єгипетська бавовникова совка, комірні шкідники (капровий жук) тощо.
Одноосібно або разом з колегами він описав 21 новий для науки вид (комахи, павуки, скорпіони, сольпуги). Він вперше встановив наявність у фауні Ізраїлю десятків видів безхребетних. Протягом понад 20 років А. Шулов очолював кафедру (Department) ентомології Єврейського університету.
Загалом А. Шулов є автором та співавтором понад 140 наукових праць (див розділ нижче). Він брав участь у IX та XI Міжнародних ентомологічних конгресах.

## Громадська та підприємницька активність
У 1940 році А. Шулов заснував у Єрусалимі Біблійний зоопарк. Він починався з зібрання тварин, яких родина А. Шулова тримала у себе вдома. Вчений зібрав у ньому майже всіх 130 тварин, які згадуються у Старому Заповіті. «Біблійною» є й більшість рослин, представлених тут. Зоопарк став місцем, де вчені та студенти ведуть дослідження, де утримуються тварини, яким загрожує небезпека у природі. Крім того, зоопарк став одним з відомих туристичних об'єктів Єрусалиму і центром поширення біологічних знань. Історії створення зоопарку А. Шулов присвятив одну з своїх книжок — «Where the Wolf shall Dwell With the Lamb» («там, де вовк буде мешкати з ягням»).
Вчений входив до низки міжнародних наукових товариств та організацій. У «Стислій єврейській енциклопедії» у статті «Ізраїль» він написав розділ, присвячений фауні країни.
1985 року він разом з бізнесменом Авівом Марксом заснували фірму «Shulov Institute of Science» (зараз — компанія «Shulov Innovative Science Ltd.», або (S.I.S). Вона займається розробкою і впровадженням у практику сироваток та інших ліків на основі тваринних отруйних речовин.
А. Шулов був також фахівцем у медичній та ветеринарній зоології. Він став одним з засновників медичної служби у Збройних силах Ізраїлю.

## Основні наукові публікації
| - Shulov A. On the biology of two Latrodecuts spiders in Palestine.– Proceedings of the Linnean Society of London, 1940, 152 (3): 309—328. | - Levi, G., & Shulov, A. The Solifuga of Israel // Israel Journal of Zoology, 1964, 13 (3): 102—120. |

Повніший перелік дивись тут:.

## Визнання і пам'ять
За розробку сироватки проти отрути жовтих скорпіонів А Шулов нагороджений премією міністерства охорони здоров'я Ізраїлю. Сироватка і сьогодні використовується у лікарнях та медичних центрах. Неодноразово А. Шулов одержував премії від урядових установ різних країн за праці у галузі боротьби з комахами-шкідниками.
При «Біблійному зоопарку» діє «Фонд Шулова вивчення тварин у неволі». Цей фонд надає гранти для досліджень у галузі скотарства, реінтродукції тварин, збереження генофонду і відновлення популяцій тварин, що вимирають, утримання екзотичних видів.
У пригороді Єрусалиму ім'я А. Шулова присвоєне головній вулиці, яка веде до зоопарку — «Aharon Shulov derech».